# Креницынские острова
Креницынские острова — небольшой субархипелаг в составе Лисьей гряды, в свою очередь являющейся частью Алеутской островной цепи, Аляска. Не путать с островным вулканом на озере в глубине острова Онекотан, входящего в Курильскую островную цепь, Россия.

## География
В субархипелаг входят небольшие острова Айктак, Аватанак, Дербин, Калигаган, Руток, Круглый (Раунд), Тигальда и Угамак. Расположен между крупными островами Уналашкой на юго-западе и Унимаком на северо-востоке. Общая площадь островов — 159 533 км², острова необитаемы.

## История
В 1768 году два судна экспедиции Креницына-Левашова лавировали около Умнака, Уналашки и архипелага более мелких островов, названных впоследствии островами Креницына, делая их опись и зарисовки очертаний берегов. Название островам, в честь П. К. Креницына, было присвоено позднее И. Ф. Крузенштерном.

## Внешние ссылки
- Творения Иннокентия, митрополита Московского. Книга 3